# Qui a peur des monstres ?
Pour plus de détails, voir Fiche technique et Distribution.
Qui a peur des monstres ? (Fearless) est une comédie de science-fiction animée par ordinateur de 2020, réalisée par Cory Edwards, écrite par Cory Edwards et John Murphy. Les voix originales sont notamment interprétées par Gabrielle Union, Jadakiss, Miguel J.Pimentel, Yara Shahidi et Miles Robbins,. Le film est sorti le 14 août 2020 sur Netflix.

## Synopsis
Reid, qui porte le nom d'utilisateur "Fe@rLeSS_", est un jeune joueur vidéo qui est un expert du jeu vidéo d'action-aventure de super-héros Planet Master. Alors qu'il se bat dans l'avant-dernier niveau du jeu vidéo, le protagoniste du jeu vidéo, le capitaine Darius Lightspeed, révèle qu'il a trois enfants, qu'il a emmenés au combat avec lui. Dans le jeu, Reid décide de les déposer dans une garderie avant de jouer au dernier niveau du jeu, où Lightspeed attache un «communicateur interplanétaire» à l'un des bébés afin que les employés de la garderie puissent appeler Lightspeed en cas d'urgence. Pendant qu'il était à la garderie, l'antagoniste Dr Arcannis vole les bébés et les emprisonne dans son vaisseau spatial afin d'essayer de voler leurs super pouvoirs afin de pouvoir conquérir la Terre.

## Fiche technique
- Titre original : Fearless
- Réalisation : Cory Edwards (en)
- Scénario : Cory Edwards et John Murphy
- Musique : Anne-Kathrin Dern
- Montage : Rob Neal
- Production : John H. Williams, Danielle Sterling, Patrick Worlock et Robyn Klein
  - Coproduction exécutive : Peter Nagle, Antony Hunt et Duncan Rodger
  - Coproduction : Damon Simonklein et John Kambites
  - Production exécutive : Henry Skelsey, Jeremy Ross, John Christianson, Briant "Beehigh" Biggs, Cha-ka Pilgrim, Nikkole-Charlene Wilkerson, Lasean Smith, C. Thomas Paschall, Eamon Butler et Warren Franklin
- Sociétés de production : 3QU Media, Vanguard Animation, New Hero, Cinesite
- Société de distribution : Saban Films (USA) SND Films (France) Constantin Film (Germany) M2 Pictures (Italy) NOS Audiovisuais (Portugal) CJ ENM (Turkey) CJ CGV (Vietnam) CJ Entertainment (South Korea) Filmhouse (Israel) Hoyts Distribution (Australia) Entertainment One (Canada & UK)
- Pays de production :  Canada
- Langue originale : anglais
- Format : couleur
- Genre : comédie et science-fiction
- Durée : 89 minutes
- Dates de sortie :
  - Monde : 14 août 2020 (Netflix)

## Distribution
Sauf indication contraire, les informations mentionnées dans cette section peuvent être confirmées par la base de données cinématographiques IMDb,  présente dans la section « Liens externes ».

### Voix originales
- Yara Shahidi : Melanie
- Miles Robbins : Reid alias « Fearless »
- Miguel J.Pimentel : Dr Arcannis
- Jadakiss : Captain Lightspeed
- Tom Kenny : Fleech
- Angie Martinez : Zona Nightweather
- Harland Williams : Elliot alias « Buckethead » puis « The Finisher » / le camionneur / un soldat sur le pont / le père
- Fat Joe : DJ
- Amari McCoy : Kira
- Dwyane Wade : Private Wade
- Gabrielle Union : Général Jayne Nadia Blazerhatch
- Susan Sarandon : Maman

### Voix françaises
- Amelia Ewu : Melanie
- Thomas Sagols : Reid alias « L'Intrépide »
- Mike Fédée : Dr Arcannis
- Daniel Lobé : Capitaine Lightspeed
- Nathaniel Alimi : Elliot alias « Tête de seau » puis « Le Terminator »
- Diouc Koma : DJ
- Charlotte Corea : Général Jayne Nadia Blazerhatch
- Isabelle Desplantes
- Arnaud Laurent
- Sara Chambin
- Tristan Petitgirard
- Franck Sportis

Version française :
- Société de doublage : Lylo Media Group
- Direction artistique : Julien Kramer